# Przasnysz
Przasnysz es una ciudad situada en el centro-norte de Polonia, sobre el río Węgierka. Capital del municipio de Przasnysz, en el voivodato de Mazovia.

## Demografía
- Con alrededor de 17.110 habitantes (2004).
- Área: 25,16 km² en 2004.
- Densidad: 680 hab./km²

## Geografía
- Latitud: 53º 01' N
- Longitud: 20º 53' E